# Internazionali Città di Vicenza 2024
Gli Internazionali Città di Vicenza 2024 sono stati un torneo maschile di tennis professionistico. È stata la 17ª edizione del torneo, facente parte della categoria Challenger 75 nell'ambito dell'ATP Challenger Tour 2024, con un montepremi di 73 000 €. Si è giocato dal 27 maggio al 2 giugno 2024 sui campi in terra rossa del Circolo Tennis Palladio 98 di Vicenza, in Italia.

## Partecipanti

### Teste di serie
| Nazionalità | Giocatore               | Ranking* | Testa di serie |
| ----------- | ----------------------- | -------- | -------------- |
| Italia      | Francesco Passaro       | 133      | 1              |
| Ungheria    | Zsombor Piros           | 154      | 2              |
| Cile        | Tomás Barrios Vera      | 157      | 3              |
| Kazakistan  | Denis Yevseyev          | 167      | 4              |
| Argentina   | Marco Trungelliti       | 169      | 5              |
| Argentina   | Genaro Alberto Olivieri | 188      | 6              |
| Ucraina     | Vitaliy Sachko          | 192      | 7              |
| Italia      | Stefano Travaglia       | 194      | 8              |

* Ranking al 20 maggio 2024.

### Altri partecipanti
I seguenti giocatori hanno ricevuto una wild card per il tabellone principale:
- Jacopo Berrettini
- Lorenzo Carboni
- Marco Cecchinato

I seguenti giocatori sono entrati in tabellone come alternate:
- Javier Barranco Cosano
- Ergi Kırkın
- Tseng Chun-hsin

I seguenti giocatori sono passati dalle qualificazioni:
- Alibek Kachmazov
- Federico Arnaboldi
- Samuel Vincent Ruggeri
- Vilius Gaubas
- Giovanni Fonio
- Federico Iannaccone

## Punti e montepremi
| Torneo    | Torneo              | V     | F     | SF    | QF    | 2T    | 1T  | Q | Q2  | Q1  |
| Singolare | Punti               | 75    | 44    | 22    | 12    | 6     | 0   | 4 | 2   | 0   |
| Singolare | Premi in denaro (€) | 9,880 | 5,820 | 3,450 | 2,000 | 1,165 | 720 | – | 360 | 185 |
| Doppio    | Punti               | 75    | 44    | 22    | 12    | –     | 0   | – | –   | –   |
| Doppio    | Premi in denaro (€) | 4,250 | 2,450 | 1,480 | 880   | –     | 500 | – | –   | –   |

## Campioni

### Singolare
Tseng Chun-hsin ha sconfitto in finale  Marco Trungelliti con il punteggio di 6–3, 6–2.

### Doppio
Vladyslav Manafov /  Patrik Niklas-Salminen hanno sconfitto in finale  Andre Begemann /  Niki Kaliyanda Poonacha con il punteggio di 6–3, 6–4.